# Bolsa de Malasia
La Bolsa de Malasia es una sociedad de bolsa aprobada en virtud de la Sección 15 de la Ley de Mercados y Servicios de Capital de 2007. Opera un intercambio totalmente integrado, incluyendo servicios de negociación, compensación, liquidación y depósitos.

## Historia
Desde su fundación en 1930, cuando la Singapore Stockbrokers Association fue constituida como una organización formal que se ocupaba de valores en Malasia británica.
La primera organización formal de negocios de valores en Malasia fue la Singapore Stockbrokers Association, establecida en 1930. Fue re-registrada como la Malayan Stockbrokers Association en 1937. La Malayan Stock Exchange se estableció en 1960 y el comercio público de Acciones iniciadas. El sistema del tablero tenía cuartos comerciales en Singapur y Kuala Lumpur, ligados por las líneas telefónicas directas.
En 1964 se estableció la Bolsa de Valores de Malasia. Con la secesión de Singapur de Malasia en 1965, la Bolsa de Valores de Malasia se conoció como la Bolsa de Valores de Malasia y Singapur. En 1973, la intercambiabilidad monetaria cesó.
En 1998, como uno de los intentos por sobreponerse a la crisis financiera asiática de 1997, suspendió totalmente el comercio de contadores LOPL (Libro Central de Pedidos Limitados), congelando indefinidamente aproximadamente US$ 4,47 mil millones de acciones y afectando a 172,000 inversores, la mayoría de los singapurenses. 
El 14 de abril de 2004, la Bolsa de Valores de Kuala Lumpur pasó a denominarse Bolsa de Malasia, tras el ejercicio de desmutualización, cuyo objetivo era mejorar la posición competitiva y responder a las tendencias mundiales del sector cambiario, consistió en una junta principal, una segunda junta y MESDAQ con capitalización de mercado total de 700 mil millones (US$ 189 mil millones).
Se ha centrado desde entonces en diversas iniciativas destinadas a mejorar sus ofertas de productos y servicios, aumentar la liquidez y la velocidad de sus mercados, mejorar la eficiencia de sus negocios y lograr economías de escala en sus operaciones.
El 18 de marzo de 2005, Bursa Malasia se cotizó en la junta principal de la Bolsa de Malasia con una prima del 17% o RM0.50 sobre su precio al por menor de RM3.00.